# Félix Balyu
Félix Balyu (Bruges, Flandes Occidental, 5 d'agost de 1891 - 15 de gener de 1971) fou un futbolista belga de les dècades de 1910 i 1920.
El 1920 va prendre part en els Jocs Olímpics d'Anvers, on guanyà la medalla d'or en la competició de futbol. Pel que fa a clubs, defensà els colors del FC Bruges.